# Penciclovir
El penciclovir és un medicament antivíric anàleg de la guanosina utilitzat per diverses infeccions per herpesvirus. Es tracta d'un anàleg de nucleòsid que presenta baixa toxicitat i bona selectivitat. Com que el penciclovir s'absorbeix malament quan s'administra oralment, s'utilitza més en tractaments tòpics, i és l'ingredient actiu de medicaments per l'herpes labial com Denavir, Vectavir, Fenistil i Fenivir. El famciclovir és un profàrmac del penciclovir amb una biodisponibilitat oral millorada.

## Eficàcia
En l'herpes labial, la duració de la curació, dolor i virus detectables és reduïda en fins a un dia, en comparació amb la duració total de 2-3 setmanes de la presentació de la malaltia.